# Georges Thurnherr
Georges Thurnherr (Eglingen, Haut-Rhin, 1886. április 16. – Belfort, Territoire de Belfort, 1958. április 6.) olimpiai bronzérmes francia tornász.
Első olimpiája az 1908. évi nyári olimpiai játékok volt, ahol tornászként versenyzett. Egyéni összetettben a 18. lett.
Ez első világháború után az 1920. évi nyári olimpiai játékokon újra indult, mint tornász. Csapat összetettben bronzérmes lett, míg egyéni összetettben az 5. helyen végzett.
Klubcsapat a Société de Gymnastique La Belfortaine volt.